# Кутилово-Перисе
Кутилово-Перисе (пол. Kutyłowo-Perysie) — село в Польщі, у гміні Боґути-П'янки Островського повіту Мазовецького воєводства.
Населення — 156 осіб (2011).
У 1975-1998 роках село належало до Ломжинського воєводства.

## Демографія
Демографічна структура станом на 31 березня 2011 року:
|          | Загалом | Допрацездатний вік | Працездатний вік | Постпрацездатний вік |
| -------- | ------- | ------------------ | ---------------- | -------------------- |
| Чоловіки | 80      | 14                 | 55               | 11                   |
| Жінки    | 76      | 17                 | 42               | 17                   |
| Разом    | 156     | 31                 | 97               | 28                   |